# Verne Troyer
Verne Jay Troyer (født 1. januar 1969 i Sturgis, Michigan, USA, død 21. april 2018 i Los Angeles, USA) var en amerikansk skuespiller og stuntmand som har medvirket i flere film. For det meste har han haft roller uden replikker. Troyer var dværg og 81,3 cm høj.
Troyer voksede op og havde sin uddannelse fra Centreville i Michigan. Han fik sin eksamen fra Centreville High School i 1987 og flyttede med nogle venner til Frisco i Texas, hvor han i 1993, fik sit første gennembrud i show business som en stunt double for en 9-måneder gammel baby i filmen Baby's Day Out (1994). Han har lagt navn til Verne Troyer festival som afholdes i hans hjemby Centreville. 
Troyers mest kendte rolle er som «Mini-Me» i Austin Powers-filmene, en rollefigur som skal være en miniature-kloning af «Dr. Evil», spillet af Mike Myers. Han har optrådte også som «Klotak» i Harry Potter og De vises sten , den lille tjener i Fear and Loathing in Las Vegas, Grinchen og The Imaginarium of Doctor Parnassus.
Han var gift med Genevieve Gallen, et ægteskab han søgte om annullering af den 23. februar 2004.
Troyers blev den 4. april 2018, hentet i sit hjem af en ambulance grundet "en allergisk reaktion". 
Den 21. april 2018 døde Verne Troyer, 49 år gammel.

## Filmografi
- 1997 Men in Black
- 1999 Austin Powers: The Spy Who Shagged Me, «Mini-Me»
- 2001 Harry Potter og De vises sten (orig. Harry Potter and the Philosopher's Stone, «Klotak»
- 2001 Bubble Boy, «Dr. Phreak»
- 2002 Run for the Money, «Atilla»
- 2002 Austin Powers in Goldmember, «Mini-Me»
- 2003 Pauly Shore is Dead
- 2004 Karroll's Christmas, «Spike»
- 2007 Postal, sig selv
- 2008 The Love Guru
- 2009 The Imaginarium of Doctor Parnassus
- 2012 Project X